# Ivor Etherington
Ivor Malcolm Haddon Etherington FRSE, né le 8 février 1908 à Lewisham et mort le 1er janvier 1994, est un mathématicien qui a d'abord travaillé sur la relativité générale, puis sur la génétique et a introduit les algèbres génétiques.

## Vie
Ivor Malcolm Haddon Etherington est né le 8 février 1908 à Lewisham, à Londres. Il est le fils d'Annie Margaret et de son mari Bruce Etherington, tous deux missionnaires baptistes normalement basés à Ceylan. Son père était mort à Ceylan, laissant sa mère et ses deux frères et sœurs aînés retourner seuls en Grande-Bretagne. Sa mère se remarie en 1913 avec Edwin Duncombe de Russet, un pasteur baptiste, mais Ivor conserve son nom d'origine. En 1921, la famille grandissante a quitté Londres pour Thorpe Bay, sur la côte de l'Essex, où son père a ensuite fondé la Thorpe Bay School for Boys. En 1922, Ivor fut renvoyé à Londres pour faire ses études à la Mill Hill School. Il a ensuite fait ses études à l'Université d'Oxford et a poursuivi ses études de troisième cycle à l'Université d'Édimbourg, où il a obtenu son doctorat. Il est ensuite devenu professeur de mathématiques à la même université.
Il a été élu membre de la Royal Society of Edinburgh en 1934. Ses proposants étaient Sir Edmund Whittaker, Herbert Westren Turnbull, Edward Thomas Copson et David Gibb. Il a remporté la médaille Keith de la Société pour 1955-1957.
À sa retraite en 1974[réf. nécessaire], il a déménagé avec sa femme à Easdale, sur la côte ouest de l'Écosse, où la famille avait toujours eu une maison de vacances[réf. nécessaire].
Il est décédé le 1er janvier 1994[réf. nécessaire].

## Famille
Il a épousé Elizabeth (Betty) Goulding en 1934. Ils ont eu deux filles, Donia et Judy. Lorsque Betty est décédée en 1982, Donia est venue s'occuper de son père[réf. nécessaire].
Pendant la Seconde Guerre mondiale, lui et sa femme ont aidé 32 réfugiés allemands, offrant à beaucoup d'entre eux un abri dans leur propre maison.